# Mine du Mt Arthur
La mine du Mt Arthur est une mine à ciel ouvert de charbon située dans la Nouvelle-Galles du Sud en Australie,,,,,.